# Roxana Scarlatová
Roxana Mariana Scarlatová (* 3. ledna 1975 Bukurešť, Rumunsko) je bývalá rumunská sportovní šermířka, která se specializovala na šerm fleretem. Rumunsko reprezentovala v devadesátých letech a v prvním desetiletí jednadvacátého století. Na olympijských hrách startovala v roce 1996 v soutěži jednotlivkyň a družstev a v roce 2004 v soutěži jednotlivkyň. V roce 2001 a 2003 obsadila třetí místo na mistrovství světa v soutěži jednotlivkyň a v roce 1997 obsadila druhé místo na mistrovství Evropy. S rumunským družstvem fleretistek vybojovala na olympijských hrách 1996 stříbrnou olympijskou medaili. V roce 1997, 1998, 2004 a 2005 vybojovala s družstvem druhé místo na mistrovství světa a v roce 2004 titul mistryň Evropy.